# Bayan-Ovoo, Ömnögovi
Bayan-Ovoo (tiếng Mông Cổ: Баян-Овоо) là một sum của tỉnh Ömnögovi ở miền nam Mông Cổ. Vào năm 2009, dân số của nó là 1.574 người. Trung tâm sum là Erdenetolgoi.

## Lịch sử
Bayan-Ovoo được thành lập vào ngày 26 tháng 5 năm 1924.

## Địa lý
Sum có diện tích khoảng 10.474 km2 và nằm trên sa mạc Gobi ở miền nam Mông Cổ, cách tỉnh lỵ Dalanzadgad 170 km về phía tây nam, ở độ cao từ 2200 đến 2700 mét trên mực nước biển. Nó giáp Trung Quốc ở phía nam và các sum Nomgon, Khankhongor, Tsogttsetsii, Manlai và Khanbogd ở phía đông bắc. Điểm cao nhất của sum là Yamaat Uul (1926 m). Các ngọn núi Ikh và Baga Khachi nằm ở phía bắc và núi Tsagaan Del ở phía nam.

### Khí hậu
Bayan-Ovoo có khí hậu sa mạc lạnh. Nhiệt độ trung bình hàng năm trong khu vực là 11 °C. Tháng ấm nhất là tháng 7, khi nhiệt độ trung bình là 30 °C và lạnh nhất là tháng 1, với −10 °C. Lượng mưa trung bình hàng năm là 164 mm. Tháng ẩm ướt nhất là tháng 6, với lượng mưa trung bình là 45 mm, và khô nhất là tháng 1, với 1 mm. Bão bụi thường xảy ra vào mùa xuân.

### Động thực vật
Về mặt sinh thái, Bayan-Ovoo nằm trong vùng chuyển tiếp, với phía bắc của sum thuộc vùng sinh thái sa mạc-thảo nguyên Đông Gobi và phía nam thuộc vùng sinh thái bán hoang mạc Cao nguyên Alashan. Mặc dù có khí hậu sa mạc lạnh giá, nhưng sum có đủ lượng mưa để hỗ trợ sự phát triển thưa thớt của thực vật, đặc biệt là các loài sinh vật thích nghi với độ ẩm thấp ở vùng trũng.
Trên địa bàn sum có trên 40 loài cây thuốc. Các loại cây bụi được tìm thấy bao gồm cây gai đỏ, cây kế dê, cây kế vàng và cỏ linh lăng. Có 22 loài gặm nhấm, 14 loài động vật có vú, bao gồm hai loài linh dương Mông Cổ, hai loài ăn côn trùng và ba loài lưỡng cư được tìm thấy ở Bayan-Ovoo. Các loài chim được tìm thấy bao gồm chim sẻ, đại bàng, gà gô, diều hâu, cú, quạ và chim ưng.

## Kinh tế
Kinh tế chủ yếu dựa vào chăn nuôi. Sum có trữ lượng bạc, vàng và đồng, với các mỏ bạc ở Bolgon, vàng ở Alag Tolgoi và đồng ở Yamaat. Đá phiến sét và than đá được tìm thấy ở đây được sử dụng để làm nhiên liệu. Có một trường cấp 2 với 280 học sinh, một trường mẫu giáo với 50 em, một bệnh viện 15 giường và trụ sở của Hiệp hội Khí tượng trên địa bàn.